# Дакриоаденит
Дакриоаденит — воспаление слёзных желез.

## Причины заболеваний и факторы риска
Острый дакриоаденит наиболее часто случается из-за вирусной или бактериальной инфекции. Общие причины включают: эпидемический паротит, вирус Эпштейна-Барр, стафилококки, и гонококки.
Хронический дакриоаденит, как правило, случается из-за неинфекционных воспалительных заболеваний. Примеры включают саркоидоз, эндокринную офтальмопатию и орбитальный псевдотумор.

## Симптомы
- Отёк внешней части верхнего века, с возможным покраснением и болезненностью
- Боль в области отёка
- Избыточное слезообразование или течение
- Отёк лимфатических узлов в передней части уха
- Слабость и повышение температуры, а также возникновение головной боли свойственны при этом. Отек и припухлость увеличиваются, несколько дней состояние только ухудшается. Отек века может привести к тому, что глаз закроется. Боль ощущается ещё больше. Плотно отечная слезная железа смещается вглубь в глазное яблоко из-за повышенного давления. Это вызывает двоение в глазах у ребенка, сильные боли в области слезной железы. Дотрагиваться к глазам ребенок боится. Регионарные лимфатические узлы в заушной области становятся больше, отек переходит и на височную область. Абсцесс или флегмона слезной железы может выступить в качестве осложнения у тех детей, у которых иммунитет низкий. Осложнения могут распространяться далее на жировую клетчатку в орбите. Осложнение весьма серьезное, так как флегмона может стать причиной менингита, тромбоза кавернозного синуса. Течение заболевания благоприятное чаще, чем наоборот: в течение двух недель ребенок становится здоровым.

## Признаки и тесты
Дакриоаденит может быть диагностирован путём исследования глаза и века. Специальные тесты, такие как компьютерная томография могут потребоваться для поиска причины. Иногда необходима биопсия, чтобы быть уверенным, что опухоли слезной железы нет.
Гематолог и офтальмолог – необходимые специалисты для обследования и диагностики заболевания. Клинический анализ крови, реакция Вассермана, реакция Манту, - серологические лабораторные методы, которые используются при лечении болезни. Дополнительные методы исследования также рассматриваются, как возможные для применения. Среди них выделяют рентгенологические исследования, аспирационную биопсию, компьютерную томографию. Специалисты должны отличать обостренный хронический процесс от течения данного заболевания.

## Лечение
Если причиной дакриоаденита является вирусное заболевание, такое как эпидемический паротит, вполне достаточно простого отдыха и тёплых компрессов. Если к заболеванию привели другие причины, то лечение является специфичным для каждой причины заболевания.

## Прогноз
Большинство пациентов полностью восстанавливаются от дакриоаденита. Для больных с более серьёзными причинами заболевания, такими как саркоидоз, действует прогноз основного заболевания.

## Осложнения
Отёк может быть достаточно серьёзным, чтобы оказывать давление на глаза и искажать зрение. Некоторые пациенты сначала подозревают дакриоаденит, а впоследствии может оказаться наличие опухолевых клеток слезной железы.

## Профилактика
Паротит может быть предотвращён путём иммунизации. Бактерий гонококка можно избежать при использовании презерватива. Большинство других причин не может быть предотвращено.
Избежание данного заболевания требует своевременного лечения основных болезней, которые к нему приводят. Это и грипп, и ангина, и множество других инфекционных заболеваний. Собственная гигиена при уходе за глазами должна соблюдаться, как и здоровыми людьми, так и особенно теми, кто болеет инфекционными болезнями.